# Umizaru
Umizaru (海猿?) è un manga scritto e illustrato da Shūhō Satō e ideato da Yōichi Komori, che ha anche svolto ricerche per renderlo più autentico. La serie è stata serializzata tra il 1998 ed il 2001 sulla rivista Weekly Young Sunday di Shogakukan e in seguito raccolta in 12 volumi tankōbon.
La storia racconta le vicende di Daisuke, ufficiale della guardia costiera e dei vari episodi di naufragi e relativi salvataggi che via via accadono. Il manga è stato adattato successivamente in due special televisivi prodotti da NHK, tre film e un dorama, realizzato nel 2005 da Fuji TV.

## Trama
La storia segue le vicende di Daisuke Senzaki, un ufficiale della guardia costiera giapponese, impegnato nel salvataggio di naufraghi, a dirimere incidenti tra imbarcazioni, a fermare il contrabbando, e in tutta una serie di altri casi in cui viene implicata la guardia costiera. I fatti descritti nel manga sono realmente accaduti e rielaborati dall'estro dell'artista.

## Dorama
I protagonisti sono qui 14 ufficiali della Guardia costiera giapponese che stanno studiando per diventar esperti sommozzatori subacquei addetti ai soccorsi in mare. La serie segue i duri ed estenuanti allenamenti di questi giovani allievi per superar l'esame di qualifica.

### Cast
- Hideaki Itō - Senzaki Daisuke
- Ai Kato - Izawa Kanna
- Toru Nakamura - Ikezawa Masaki
- Ryūta Satō - Yoshioka Tetsuya
- Hitomi Sato - Komori Chika
- Kazuma Suzuki - Fuyushiba Kosuke
- Isao Natsuyagi - Katsuda Kotaro
- Kisuke Iida - Miike Kenji
- Akira Sakamoto - Iwamatsu Daigo
- Usuke Hirayama - Yamaji Takumi
- Hiroki Miyake - Bessho Kenjiroh
- Asami Usuda - Hoshino Rei
- Ami Ichiki - Ono Yui
- Kaoru Okunuki - Ono Eriko
- Miyoko Yoshimoto - Ikezawa Naoko
- Toru Masuoka - Tsuda Shinpei
- Masato Ibu - Higo Daisaku
- Saburo Tokito - Shimokawa Iwao
- Makoto Sakamoto - Nagashima Kenta
- Atsushi Itō (ep1)
- Karina Nose (ep1)
- Munetaka Aoki (ep1)
- Kazuki Namioka - Tokunaga Masaya (ep4)
- Hiroshi Fuse
- Honoka Suzuki
- Tetsushi Tanaka
- Toshihiro Yashiba
- Ryohei Abe

## Canzone a tema
Ocean dei B'z